# A.C. Carpi
El A.C. Carpi es un club de fútbol de Italia, con sede en la ciudad de Carpi, en la región de Emilia-Romaña. Fue fundado en 1909 y refundado en varias oportunidades. Compite en la Serie C, tercera categoría del fútbol italiano.

## Historia

### Primeros años
El club fue fundado en el verano de 1909 por el estudiante Adolfo Fanconi como "Jucunditas" (del latín = "felicidad") y, posteriormente, inició oficialmente sus actividades el 19 de octubre del mismo año, para cambiar su nombre por el de Associazione Calcio Carpi después del final de la Primera Guerra Mundial. La primera sede oficial era el "Caffè degli Svizzeri" (Café de los suizos), en la Piazza Vittorio Emanuele (actual Piazza Martiri), las instalaciones del padre de Fanconi, Riccardo, quien vendió unos años más tarde a Dorando Pietri, que venía regresando de América.
Después de unos años de actividad de forma ocasional, en 1913-1914 el club Jucunditas participó en su primer campeonato oficial, en el campeonato de Emilia-Venecia; terminando detrás del Audax Modena. Al año siguiente ganó la etapa regular, pero perdió la final ante el Verona. La guerra suspendió el campeonato hasta 1919, pero cuando el campeonato se reanudó, la sociedad emiliana; que mientras tanto había cambiado su nombre por el de AC Carpi, fue admitido en la Prima Categoria, la máxima categoría en aquel momento. En ese momento la Prima Categoria se estructuró en campeonatos regionales: los dos mejores de cada grupo regional se calificarían a la etapa nacional, en la que se eliminarían entre sí para lograr ganar el Scudetto. Debido al dominio de los clubes de alta nómina, como Bolonia y Módena, el Carpi jamás fue capaz de superar la etapa regional, terminando cuarto en el torneo de Emilia en 1919-1920, además de quinto y último lugar en 1920 -1921. Precisamente porque el último lugar en 1920-1921, significaba ser relegado a la Promozione, cosa que no ocurriría.

### Años veinte
Ni siquiera la ausencia por protesta de los 24 clubes más importantes del campeonato italiano de la FIGC en 1921-1922 trajo beneficios al Carpi; a pesar de la ausencia de los equipos más fuertes de la región (Bolonia, Módena y Mantua) y haber decidido disputar el campeonato de la CCI, el Carpi no pudo clasificarse para la ronda final de Emilia, terminando segundo en el Grupo B, a la par con el SPAL y por encima del Virtus de Bolonia, y posteriormente perdiendo con el mismo SPAL 3-1 en la fase de play-off's de 1922. Mientras tanto Carpi participó en la primera edición de la Copa de Italia, quedando eliminado en la segunda ronda. El Compromiso de Colombo, tratado que condujera a la reunificación del campeonato (en 1921-1922 se embarcaron en realidad dos campeonatos: la FIGC y la CCI), marcó la reducción de la Prima Divisione Nord a solo 36 equipos, teniendo como consecuencia el descenso administrativo de numerosos clubes, entre los cuales el Carpi fue víctima.
Ya relegado, el Carpi compitió maravillosamente en la temporada 1922-1923, ganó el Grupo D de la Seconda Divisione Nord, se clasificó para la fase de grupos de las semifinales: ganó la semifinal B jugó contra Atalanta de Edera Pola, perdió la final por el título contra Biella (0-1 y 1-1). A pesar de la segunda posición en el campeonato, no fue ascendido a la máxima categoría, porque era necesario reducir la cantidad de clubes de Primera División de 36 a 24 equipos para la Italia Septentrional. En la temporada siguiente el club fue incapaz de encontrar el camino para lograr el ascenso, pero logró mantenerse en los campeonatos regionales (rebautizada más tarde Prima Divisione) hasta 1928. En 1926-1927 participó en la segunda edición de la Copa de Italia, clasificaron a tercera ronda al eliminar al Oderzo, a dieciseisavos eliminando a Milanese y a octavos eliminando al Carrara. Los octavos de final nunca se jugaron tras la cancelación del torneo, debido a la falta de fechas disponibles.
En 1928-1929 la FIGC decidió poner en práctica el nuevo sistema de competencias: el reformado campeonato ahora se dividiría en dos grupos, la Divisione Nazionale, se separó en dos series a partir de la temporada 1929-1930 :la Divisione Nazionale Serie A (o simplemente Serie A) y la Divisione Nazionale Serie B (o simplemente Serie B). Por consiguiente, la Prima Divisione (donde se encontraba el Carpi) se convirtió en la tercera categoría del fútbol italiano.

### Años treinta
El Carpi disputó diferentes ligas regionales de la nueva Prima Divisione, con actuaciones volubles: en 1930-31 y en 1933-34 llegó incluso a descender deportívamente a la segunda división de Emilia, aunque en ambos casos el Carpi fue readmitido en la Prima Divisione para la ampliación de clubes dentro del mismo torneo. A partir de la temporada 1935-1936, la FIGC decidió transformar la Prima Divisione en la Serie C (Divisione Nazionale Serie C): solo los mejores seis equipos de cada grupo de la Prima Divisione 1934-1935 pudieron calificar a la nueva Serie C, mientras que el restó descendieran a la también nueva Primera División Regional: el Carpi nuevamente no logró salvarse, y bajó a la Primera División de Emilia.
Sin embargo, en la temporada 1935-1936, ganó el campeonato de Primera División de Emilia, siendo promovido a la Serie C. En seguida, una serie de temporadas erráticas en las que el equipo logró salvarse de milagro. En la temporada 1937-1938 terminó la temporada en los puestos de descenso, pero nuevamente el Carpi sería rescatado. Durante el mismo período, el Carpi participó en varias ediciones de la Copa de Italia, pero fue incapaz de superar las primeras rondas eliminatorias.

### Años cuarenta
A pesar Italia de estar en plena Segunda Guerra Mundial, el fútbol se mantuvo en acción. Carpi en las temporadas 1940-41 y 1942-43 logró el quinto puesto en su categoría. Los campeonatos continuaron hasta el final de la temporada 1942-43, cuando la guerra definitivamente obligó a la FIGC la necesaria suspensión de todas las competencias.
El primer campeonato de la posguerra vio al Carpi todavía en Serie C: en 1945-1946 el conjunto emiliano consiguió terminar primero en la Lega Nazionale Alta Italia, pero fue excluido del ascenso a la Serie B debido a la indisciplina. En los próximos campeonatos Carpi pasó por un período de crisis de resultados, y para esto se sumó la decisión de la FIGC para reducir la Serie C de 18 a tan solo 3 grupos (luego se expande a cuatro) en la temporada 1948-1949: eso significaría que entre los participantes de la Serie C 1947-1948, solo los ganadores de los grupos se salvarían, los que terminaran entre la segunda y la undécima posición descenderían al recién formado Campionato Interregionale di Promozione, y el resto de equipos irían directo a la Prima Divisione Regionale. En 1947-1948 el Carpi nunca estuvo en la pelea ni de mantenerse en la Serie C, ni de al menos integrarse a la Promozione, con un vergonzoso decimosexto lugar en el Grupo A de la Serie C, fue relegado directamente a la Primera División de Emilia.
Fueron dos temporadas las que el Carpi pasó en la Primera División de Emilia, asegurando la promoción a la Interregionale di Promozione, al final de la temporada 1949-50.

### De los cincuenta a los noventa
En los dos campeonatos siguientes, obtuvo en ambos el tercer lugar del Grupo G de la Promozione, en el primer caso disputó la lucha por el ascenso a la Serie C, y en la segunda temporada el ganarse el derecho de participar en la nueva IV Serie. Pasó 3 años en esta división, en los cuales el Carpi siempre se quedó en la mitad de la tabla, al final de la temporada 1955-56 se produjo un nuevo descenso, a la Promozione Emiliana, pero el Carpi nuevamente se salvó, ahora a costas de un club de la ciudad de Marano Vicentino. Tres años más tarde (1958-1959), el Carpi volvió a descender a la Prima Categoria Emiliana, la diferencia es que ahora ya no hubo nada ni nadie que lo pudiera evitar. En esta división el Carpi permaneció durante tres temporadas, antes de regresar a la Serie D al final de la temporada 1961-62. Después de una temporada para ambientarse (séptimo lugar en el Grupo C de la Serie D), en 1963-1964 llegó el ascenso a la Serie C, al ganar contundentemente el grupo después de la victoria en los play-off frente al Bolzano.
Entre 1964 y 1966 participó en la Serie C, para volver a la Serie D. Para poder retornar a la tercera categoría tuvo que esperar hasta la 1974-75, pero después de terminar vigésimo en su temporada de regreso, implicaría volver a la Serie D. Las temporadas entre la 1982-1983 y 1986-1987 vieron al Carpi, militante en la Serie D, batallar bastante en la búsqueda de volver a la Serie C, siendo siempre superado por equipos como Sassuolo, Orceana, Suzzara y Sarzanese. En la temporada 1986-1987 se produce la fusión con el Athletic Carpi, otro equipo de la ciudad, en ese momento en la Promozione. La temporada 1987-1988 vio al Carpi, entrenado por Cresci, acabar segundo en la clasificación detrás de Cecina, y aunque no logró ser campeón, por mérito deportivo y la capacidad económica de la entidad, fue promovido a la Serie C2. El equipo fue confiado a Ugo Tomeazzi y en la temporada 1988-1989 logró, gracias al invicto de 21 partidos consecutivos, obtener el segundo lugar solo detrás de Chievo Verona, y ser promovido a la Serie C1.

### Año glorioso
En el año 2015, el Carpi logró el ascenso a la Serie A luego de empatar 0 a 0 contra el AS Bari. Por primera vez, después de más de un siglo, el humilde club de la ciudad de Carpi ascendió a la máxima categoría de su país.

## Palmarés

### Torneos nacionales
- Serie B (1): 2014-15

### Torneos interregionales
- Seconda Divisione (1): 1922-23 (Grupo B)
- Serie C (1): 1945-46 (Grupo I)
- Lega Pro Seconda Divisione (1): 2010-11 (Grupo B)
- Serie D (3): 1963-64 (Grupo C), 1973-74 (Grupo D), 1977-78 (Grupo D)

### Torneos regionales
- Promozione Emilia (1): 1914-15
- Prima Divisione Emilia-Romagna (1): 1949-50 (Grupo A)
- Prima Categoria Emilia-Romagna (2): 1960-61 (Grupo C), 1961-62 (Grupo C)